# Polsko na světových hrách
Polsko se účastnilo většiny světových her, v roce 2017 bylo také pořadatelskou zemí. V roce 1989 získala reprezentace první (stříbrnou) medaili.

## Účast naSH
Následující tabulka ukazuje medailové úspěchy polských sportovců na Světových hrách podle dostupných pramenů.
| Přehled polských medailí na SH | Přehled polských medailí na SH            | Přehled polských medailí na SH | Přehled polských medailí na SH | Přehled polských medailí na SH | Přehled polských medailí na SH | Přehled polských medailí na SH | Přehled polských medailí na SH | Přehled polských medailí na SH |
| ------------------------------ | ----------------------------------------- | ------------------------------ | ------------------------------ | ------------------------------ | ------------------------------ | ------------------------------ | ------------------------------ | ------------------------------ |
| Poř.                           | Město / Země                              |                                |                                |                                | Celkem                         | Svět                           | Podíl                          |                                |
| I.                             | 1981 Santa Clara (Spojené státy americké) | 0                              | 0                              | 0                              | 0                              | 319                            | 0 %                            |                                |
| II.                            | 1985 Londýn (Spojené království)          | 0                              | 0                              | 0                              | 0                              | 420                            | %                              |                                |
| III.                           | 1989 Karlsruhe (Německo)                  | 0                              | 1                              | 0                              | 1                              | 358                            | %                              |                                |
| IV.                            | 1993 Haag (Nizozemsko)                    | 3                              | 0                              | 0                              | 3                              | 480                            | %                              |                                |
| V.                             | 1997 Lahti (Finsko)                       | 0                              | 2                              | 5                              | 7                              | 495                            | %                              |                                |
| VI.                            | 2001 Akita (Japonsko)                     | 1                              | 0                              | 1                              | 2                              | 411                            | %                              |                                |
| VII.                           | 2005 Duisburg (Německo)                   | 3                              | 2                              | 6                              | 11                             | 509                            | %                              |                                |
| VIII.                          | 2009 Kao-siung (Tchaj-wan)                | 1                              | 1                              | 2                              | 4                              | 565                            | %                              |                                |
| IX.                            | 2013 Cali (Kolumbie)                      | 0                              | 0                              | 1                              | 1                              | 578                            | %                              |                                |
| X.                             | 2017 Vratislav (Polsko)                   |                                |                                |                                |                                |                                | %                              |                                |
| XI.                            | 2022 Birmingham (Spojené státy americké)  |                                |                                |                                |                                |                                | %                              |                                |
| Celkem                         | Celkem                                    | 8                              | 6                              | 15                             | 29                             |                                | %                              |                                |